# 圣瑞斯特 (谢尔省)
圣瑞斯特（法語：Saint-Just，法語發音：[sɛ̃ ʒy(st)] ⓘ）是法国谢尔省的一个市镇，位于该省中部偏南，属于布尔日区和布尔日城市圈公共社区。

## 地理
圣瑞斯特（46°59'35"N, 2°30'32"E）面积15.12 平方千米，位于法国中央-卢瓦尔河谷大区谢尔省。欧龙河自东南向西北部流经圣瑞斯特市镇境内南部。
与圣瑞斯特接壤的市镇（或旧市镇、城区）包括：阿努瓦、克罗斯、普兰皮耶-日沃丹、圣但尼德帕兰、塞讷赛、苏瓦昂塞普泰讷、沃尔利。
圣瑞斯特的时区为UTC+01:00、UTC+02:00（夏令时）。

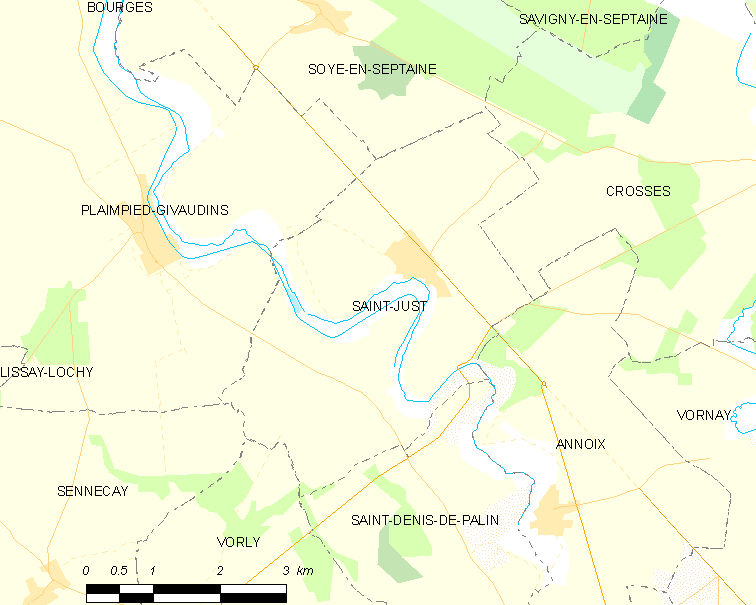
圣瑞斯特的OSM定位图

## 行政
圣瑞斯特的邮政编码为18340，INSEE市镇编码为18218。

## 政治
圣瑞斯特所属的省级选区为特鲁伊县。

## 交通
连接布尔日和穆兰的谢尔省省道D2076线经过圣瑞斯特境内。

## 人口

1962-2008年间圣瑞斯特人口变化图示

圣瑞斯特于2022年1月1日时的人口数量为646人。